# Dolores Fuller
Dolores Agnes Fuller, född 10 mars 1923 i South Bend, Indiana, död 9 maj 2011 i Las Vegas, Nevada, var en amerikansk skådespelerska och låtskrivare, mest känd för att ha varit lågbudgetfilmregissören Ed Woods flickvän, men också för att ha skrivit låtar till bland annat Elvis Presley. 

## Biografi
I boken Nightmare of Ecstasy: The Life and Art of Edward D. Wood, Jr. (1994) av Rudolph Grey berättade Fuller att hon träffade Ed Wood på en audition till en film han var tänkt att få regissera. De blev tillsammans och hon började medverka i hans filmer. Hon hade redan haft en del erfarenhet av television genom medverkan i Queen For A Day och Dinah Shore Show. Hon medverkade i Woods "genombrottsfilm" Glen or Glenda, som huvudrollens (spelad av Wood själv) flickvän, samt som arkivarie i Bride of the Monster. Enligt Fuller var den kvinnliga huvudrollen i den sistnämnda filmen först skriven åt henne, men Wood gav den till Loretta King istället, sedan hon lovat att hjälpa till med finansieringen av filmen. King själv förnekar att så skulle vara fallet.  
Efter att ha lämnat Wood i mitten på 1950-talet började hon skriva låtar åt Elvis Presley. Tillsammans med Ben Weisman så skrev hon Rock-A-Hula-Baby, som togs med i Presleyfilmen Blue Hawaii. Några andra sånger hon skrev åt honom var bland annat I Got Lucky och Spinout. Fuller skrev också låtar till artister som Nat 'King' Cole och Peggy Lee.
I filmen Ed Wood (1994) porträtteras Fuller av Sarah Jessica Parker.
Vad Fuller har att säga om sin relation med Wood:
| ”                                              | Han bad mig att gifta mig med honom. Jag älskade honom på ett sätt, men jag kunde inte hantera transvestismen. Jag är en väldigt normal person. Det är svårt för mig att avvika! Jag ville ha en man som bara var en man. Efter att vi gjorde slut så stod han utanför mitt hem i Burbank och grät. "Släpp in mig, jag älskar dig!" Vad skulle jag någonsin ha tagit mig om jag hade gift mig med honom? Vi skulle ha svultit tillsammans. Jag bättrade mig själv. Jag var tvungen att få rätsida på mitt liv. | „ |
| – Dolores Fuller om sin relation med Ed Wood., | |   |

### Engelska originalcitat
1. ↑  "He begged me to marry him. I loved him in a way, but I couldn't handle the transvestism. I'm a very normal person. It's hard for me to deviate! I wanted a man that was all man. After we broke up, he would stand outside my home in Burbank and cry. "Let me in, I love you!" What good would I have done if I had married him? We would have starved together. I bettered myself. I had to uplift myself."